# Авотин, Роберт Жанович
Роберт Жанович Авотин (25 марта 1928 — 21 мая 1997) — советский художник-иллюстратор, автор иллюстраций к фантастическим произведениям в издательстве «Молодая гвардия» и в журнале «Техника — молодёжи» в 1950—1990-х годах.

## Биография
Начал трудовую деятельность в 1943 году, работая слесарем на электромеханическом ремонтном заводе. В 1945 году экстерном окончил школу-семилетку, затем учился в Московском художественно-промышленном училище им. М. И. Калинина. Был распределён в Горьковскую область в артель хохломской росписи, где стал завпроизводством. Позже окончил Московский институт прикладного и декоративного искусства и факультет монументальной живописи Ленинградского художественно-промышленного училища имени В. И. Мухиной. Красочное панно «Ковроткачество» — дипломная работа Авотина — демонстрировалась на Всемирном фестивали молодёжи и студентов (1957) и на Всесоюзной художественной выставке (1958).
В середине 1950-х годов Авотин переключился в основном на иллюстрации научно-фантастической и космической тематики. В эти годы он начал сотрудничество с журналом «Техника — молодёжи», продлившееся 40 лет. Впоследствии Авотин также иллюстрировал многие научно-фантастические книги издательства «Молодая гвардия». Работал и с другими издательствами, такими как «Просвещение» . Работал и в других жанрах, иллюстрируя «Шерлока Холмса», книги сказок, «Детскую энциклопедию».

## Критика
Мой роман «Фонтаны рая» переведён на многие языки мира. Многие из этих издании иллюстрированы. Но больше всех мне пришлись по душе иллюстрации Роберта Авотина, опубликованные в вашем журнале. Они показались мне наиболее точными и достоверными— Артур Кларк